# بروس تشيلتون
بروس تشيلتون (بالإنجليزية: Bruce Chilton)‏ هو محرر أمريكي، ولد في 27 سبتمبر 1949.